# Île aux Vainqueurs
Isla de los Conquistadores (en francés: Île aux Vainqueurs) es una pequeña isla deshabitada en el colectividad de ultramar de Saint Pierre y Miquelón, situada frente a las costas de la isla de Saint-Pierre, en el océano Atlántico. La isla tiene una superficie de unas 16,5 hectáreas (equivalentes a 0,165 km²).

## Geografía
Île-aux-Vainqueur es de alrededor de 660 metros de largo y entre 230 y 610 metros de ancho. Junto con Île-aux-Marins (isla de los marinos), Île aux Pigeons (Isla de las palomas) y Grand Colombier, Île-aux-Vainqueur forma parte de un pequeño archipiélago cerca de Saint-Pierre.